# Adobe Animate
Adobe Animate é um programa de criação multimídia utilizado no desenvolvimento conteúdo para Android, iOS, Windows e MacOS através do plugin AIR. Com interface amigável e de fácil utilização, é possível desenvolver aplicações web, jogos, animações, conteúdo interativo e aplicativos para dispositivos móveis.

## História
Adobe Animate é o sucessor do Adobe Flash Professional que por sua vez é o sucessor de um software conhecido como FutureSplash Animator, um programa de Desenho Vetorial e animações vetoriais lançado em maio de 1996. FutureSplash Animator foi desenvolvido por FutureWave Software, uma pequena desenvolvedora de softwares, cujo primeiro produto foi SmartSketch, um programa baseado em desenho em computadores com caneta. Em 1995, a empresa decidiu adicionar recursos de animação para o seu produto e criar uma plataforma de animação baseada em vetor para o World Wide Web, e assim, o software FutureSplash Animator foi criado. Inicialmente, a única maneira de implantar tais animações na web foi através da utilização da plataforma Java, no entanto, a plataforma Java foi depois substituído pelo Plugin Netscape. A tecnologia de animação FutureSplash foi usada em grandes sites como MSN, The Simpsons, The Walt Disney Company.
Em dezembro de 1996, a Macromedia comprou a FutureWave e assim a renomeou como Macromedia Flash v1.0. Em 2005, a Adobe Systems adquiriu a Macromedia, posteriormente, em 2007, renomeou o software para Adobe Flash CS3 Professional, e em 2017, após a Adobe divulgar a data em que o Adobe Flash Player seria descontinuado, mudou o nome do software para apenas Adobe Animate.